# Véhicule de l'Avant Blindé
Véhicule de l'Avant Blindé (v francoščini) ali VAB (»Oboroženo čelno vozilo«) je lahko oklepno bojno vozilo, ki ga izdeluje Euro Mobilité Division, del GIAT Industries.

## Zgodovina
Vozilo je sodelovalo v zalivski vojni (1991) na francoski in savdski strani.

## Različice
Oklepno vozilo
- Oborožitev:

Lovec na tanke
- Oborožitev: raketomet HOT ali MILAN

Protiletalsko vozilo
- Oborožitev: MATRA SATCP

Minometni vlačilec
- minomet Brandt 120 mm

Ambulantna verzija
Poveljniška verzija
Vozilo varnostnih enot